# Halbemeilenwerder
Halbemeilenwerder – ostrów w północno-wschodniej części Frankfurtu nad Odrą, w dzielnicy Kliestow, na obszarze nadodrzańskich terenów zalewowych. Część rezerwatu Oderwiesen nördlich Frankfurt (Oder).
Znajduje się na wysokości polskiej wsi Nowy Lubusz oraz Osiedla Krasińskiego w Słubicach.